# Lithocarpus ollus
Lithocarpus ollus là một loài thực vật có hoa trong họ Cử. Loài này được (Kurz) A.Camus mô tả khoa học đầu tiên năm 1931.